# Comunità montana Valle Sessera
La Comunità montana Valle Sessera è una ex comunità montana che univa i comuni della Valle Sessera.

## Storia

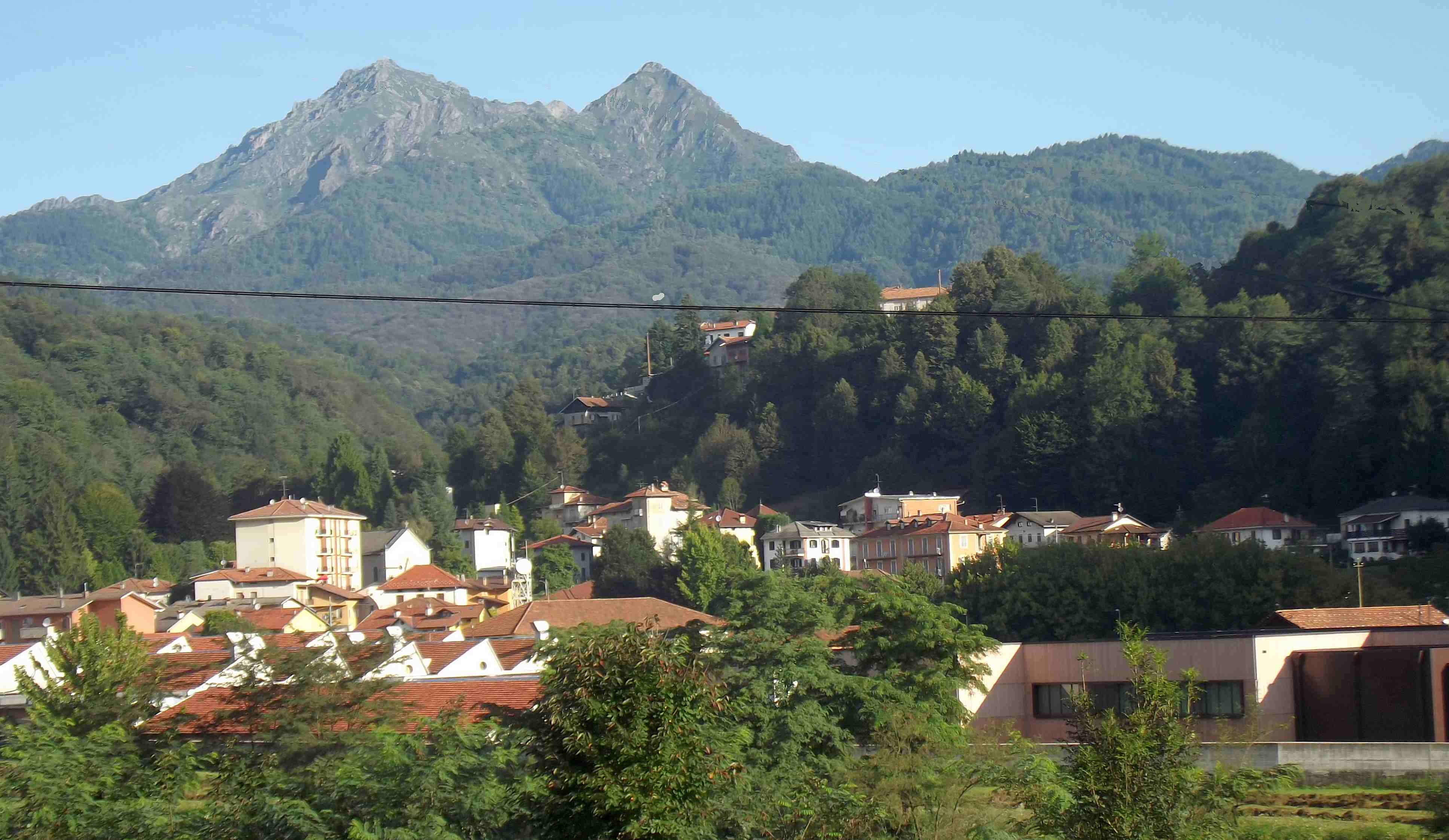
Pray, nella bassa valle

Lo scopo principale dell'ente era quello di favorire lo sviluppo della valle nella salvaguardia del patrimonio ambientale e culturale proprio. La sede della Comunità montana si trovava a Pray.
Negli anni aveva sviluppato soprattutto le seguenti attività:
- salvaguardia degli alpeggi
- sviluppo del turismo

Ha cessato di esistere il 31 dicembre 2009 per effetto del decreto n. 70 del 28 agosto 2009 del Presidente della Giunta Regionale del Piemonte che ha costituito la nuova Comunità montana Val Sessera, Valle di Mosso e Prealpi Biellesi.